# Гійом Амонтон
Гійом Амонтон (фр. Guillaume Amontons; 31 серпня 1663 — 11 жовтня 1705) — французький фізик, член Французької академії наук (1699).

## Біографічні дані
Амонтон Гійом народився в Парижі в сім'ї юриста з Нормандії, що переїхав у столицю Франції. Від народження Гійом був практично глухим, тому ніколи не відвідував університетів і математику, фізику, геодезію, прикладну і небесну механіку, а також архітектуру і малювання він вивчав самостійно.

## Наукові заслуги
Відомий своїми науковими роботами в області механіки, геометрії, молекулярної фізики. Проводив досліди з газами, займався удосконаленням фізичних приладів, головним чином гігрометрів, барометрів і термометрів. Є винахідником гігрометра (1687), барометра з U-подібною трубкою (1702), що використовувався у судноплавстві, повітряного термометра. В 1702 році встановив сталу термометричну точку — точку кипіння води, встановив прямо пропорційну залежність між температурою і тиском газу, встановив зв'язок між густиною повітря і його тиском. Вимірював розширення повітря від нагрівання. Використовуючи барометр як альтиметр, зробив спробу перевірити справедливість закону Бойля — Маріотта при низьких тисках. Запропонував спосіб градуювання спиртового термометра. Передбачив існування абсолютного нуля температури. Вивчав тертя, повторно, після Леонардо да Вінчі відкрив (1699) закони зовнішнього тертя твердих тіл. Удосконалив (1703) пірометр.
Гійом Амонтон помер 11 жовтня 1705 року в Парижі.

## Наукові публікації
- Guillaume Amontons, Remarques & Expériences Phisiques sur la construction d'une nouvelle Clepsidre, sur les Barometres, Thermometres, & Hygrometres, Paris, 1695.
- Guillaume Amontons, «Moyen de substituer commodément l'action du feu à la force des hommes et des chevaux Pour mouvoir les Machines, 20 juin 1699», in Histoire de l'Académie Royale des Sciences, Année 1699, Avec les Mémoires de Mathématique & de Physique, pour la même Année. Troisième édition, revûë, corrigée et augmentée, A Paris, Chez Gabriel Martin, Jean Baptiste Coignard fils, Louis Guerin, ruë S. Jacques, 1732, (Mémoires) p. 112 à 126